# جون ازقيراي
جون ازقيراي (بالإسبانية: Jon Izagirre Insausti)‏ مواليد 4 فبراير 1989 في أورمايثتيغي، منطقة إقليم الباسك، إسبانيا، هو دراج إسباني.

## سباقات أو مراحل فاز بها
| التاريخ        | السباق                                             | المركز                                                                 |
| -------------- | -------------------------------------------------- | ---------------------------------------------------------------------- |
| 15 مارس 2011   | تيرينو ادرياتيكو 2011                              | السابع في تصنيف أفضل شاب                                               |
| 09 أكتوبر 2011 | طواف بكين 2011                                     | الثامن في تصنيف الجبال                                                 |
| 26 فبراير 2012 | حلقة جنوب أرديتشي 2011                             |                                                                        |
| 14 مارس 2012   | تيرينو ادرياتيكو 2012                              | الثالث في تصنيف أفضل شاب                                               |
| 27 مايو 2012   | طواف إيطاليا 2012                                  | العاشر في تصنيف أفضل شاب                                               |
| 16 يوليو 2012  | طواف بولندا 2012                                   | السابع في التصنيف العام                                                |
| 27 يناير 2013  | داون أندر 2013                                     | الثاني في تصنيف أفضل شاب، الرابع في التصنيف العام                      |
| 10 مارس 2013   | باريس-نيس 2013                                     | العاشر في تصنيف أفضل شاب                                               |
| 03 أغسطس 2013  | طواف بولندا 2013                                   | الثاني في التصنيف العام                                                |
| 15 سبتمبر 2013 | جائزة مونتريال الكبرى للدراجات 2013                | التاسع في التصنيف العام                                                |
| 16 مارس 2014   | باريس-نيس 2014                                     | السادس في تصنيف أفضل شاب                                               |
| 25 يوليو 2015  | برويبا فيلافرانسا دي أورديزيا 2015                 |                                                                        |
| 08 أغسطس 2015  | طواف بولندا 2015                                   | الأول في التصنيف العام                                                 |
| 13 فبراير 2016 | فولتا مورسيا 2016                                  |                                                                        |
| 02 أبريل 2016  | جائزة ميغيل إندوراين 2016                          | الأول في التصنيف العام                                                 |
| 23 يونيو 2016  | بطولة اسبانيا للدراجات سباق ضد عقارب الساعة 2016   | الأول في التصنيف العام                                                 |
| 10 فبراير 2019 | فولتا فالنسيا 2019                                 | الأول في التصنيف العام، الرابع في تصنيف النقاط                         |
| 13 أبريل 2019  | طواف إقليم الباسك 2019                             | الأول في التصنيف العام، الثالث في تصنيف الجبال، الثالث في تصنيف النقاط |
| 15 سبتمبر 2019 | Spanish Road Cycling Cup 2019                      |                                                                        |
| 18 يونيو 2021  | سباق الطريق ضد الساعة للرجال في بطولة إسبانيا 2021 | الأول في التصنيف العام                                                 |
| 01 أبريل 2023  | جائزة ميغيل إندوراين 2023                          | الأول في التصنيف العام                                                 |

## روابط خارجية
- جون ازقيراي على موقع الاتحاد الدولي للدراجات (الإنجليزية)
- جون ازقيراي على موقع أرشيف الدراجات (الإنجليزية)
- جون ازقيراي على موقع إحصائيات الدراجات الإحترافية (الإنجليزية)
- جون ازقيراي على موقع نسبة الدراجات (الإنجليزية)
- جون ازقيراي على موقع CycleBase (الإنجليزية)
- جون ازقيراي على موقع اللجنة الأولمبية الدولية (الإنجليزية)
- جون ازقيراي على موقع أوليمبيديا (الإنجليزية)